# Meibomia nemorosa
Meibomia nemorosa là một loài thực vật có hoa trong họ Đậu. Loài này được (F. Muell. ex Benth.) Kuntze mô tả khoa học đầu tiên năm 1891.